# Милопотамска кула
Милопотамската кула (на гръцки: Πύργος Μυλοποτάμου) е отбранително съоръжение, разположено на полуостров Света гора, Халкидики, Гърция.

## Местоположение
Кулата е разположена в Милопотам („Свети Евстатий“), катисма на манастира Велика Лавра.

## История
Не е известно точно кога е построена кулата. Сигурно е, че тя придобива окончателния си вид след частично преустройство около 1527 година. През 1527/1528 година Милопотам е плячкосан при пиратски набег - обичайно събитие за крайбрежните манастири на Света гора по това време. Още в края на XV век Гамбасат Енрики ограбва бреговете на Македония и Света гора, докато няколко години след унищожаването на Милопотам, в 1533 година, манастирът Есфимен в рамките на 10 дена е нападнат два пъти от мюсюлмански корсари. По време на унищожаването на Милопотам, митрополит Теофил Търновски трябва да е бил на Атон, защото е подписал заедно с митрополит Атанасиий Никейски и епископ Макарий II Йерисовски документ на прота Калистрат от 1527/1528 година, който разрешава спора между манастирите Кутлумуш и Ксиропотам относно зоната за почивка. За своя сметка той се заема с ремонта на изгорелия Милопотам, като обръща особено внимание на укрепването на защитата му. Тогава се извършва и радикалният ремонт на кулата. Днес повреден надпис от южната ѝ страна споменава името на обновяващия митрополит: Ο ΤΟΡΝΟΒΟΥ ΘΕΟΦΙΛΟΣ.

## Описание
Кулата е ядрото на катисмата. Представлява триетажна страда, на север и североизток от която е пристроена двуетажна сграда със стаи и помощни помещения, а на нивото на двора пещ.